# سیلگو

سیلگو شهری در شهرستان بینگو در استان بولکیمده در بورکینافاسوی غربی مرکزی است جمعیت آن ۱۶۳۹ نفر است.